# تویمازی
شهر تویمازی (به روسی: Туймазы) در کشور روسیه و در جمهوری باشقیرستان واقع شده‌است.